# Eddie Holding
Edwin John "Eddie" Holding (15 tháng 10 năm 1930 – 9 tháng 2 năm 2014) là một cầu thủ bóng đá và huấn luyện viên người Anh.

## Sự nghiệp
Holding là một hậu vệ phải đa năng khi ghi 6 bàn trong 39 trận ở Third Division (South) cho Walsall, trước khi gia nhập Barrow vào tháng 7 năm 1954, và sau đó là Northampton Town, Nuneaton Borough, Lockheed Leamington, Evesham United và Brierley Hill. Ông sống gần Walsall cho đến khi giải nghệ.

## Thống kê huấn luyện
| Đội bóng | Từ                  | Đến                  | Thành tích | Thành tích | Thành tích | Thành tích | Thành tích | Thành tích | Thành tích | Thành tích |
| Đội bóng | Từ                  | Đến                  | Tr         | T          | H          | B          | BT         | BB         | HS         | %T         |
| -------- | ------------------- | -------------------- | ---------- | ---------- | ---------- | ---------- | ---------- | ---------- | ---------- | ---------- |
| Tamworth | 23 tháng 4 năm 1962 | 14 tháng 12 năm 1962 | 24         | 11         | 4          | 9          | 46         | 46         | +0         | 045,8      |
| Tổng     | Tổng                | Tổng                 | 24         | 11         | 4          | 9          | 46         | 46         | +0         | 045,8      |